# (34182) Sachan
2000 QC44 (asteroide 34182) é um asteroide da cintura principal. Possui uma excentricidade de 0.07135190 e uma inclinação de 2.13942º.
Este asteroide foi descoberto no dia 24 de agosto de 2000 por LINEAR em Socorro.